# يوسوكي تاننو
يوسوكي تاننو (باليابانية: 丹野 友輔) (مواليد 17 يونيو 1983)، هو لاعب كرة قدم سابق كان يلعب كلاعب وسط.